# Луцій Антістій Бурр
Луцій Антістій Бурр (лат. Lucius Antistius Burrus; ? — 189) — політичний діяч часів Римської імперії, консул 181 року.

## Життєпис
Походив з патриціанського роду Антістіїв. Син Квінта Антістія Адвента, консула 167 року. Народився у місті Фібіл (римська провінція Африка). Завдяки батькові зробив гарну кар'єру. Згодом одружився з донькою імператора Марка Аврелія. Втім не брав участь у політичних справах.
У 181 році його було обрано консулом разом з імператором Аврелієм Коммодом. У 189 році його було страчено за наказом Коммода — за однією версією Бурр брав участь у змові проти імператора, за іншою — його обмовив фаворит Коммода Марк Аврелій Клеандр.